# Cristoforo II Torelli

Stemma Torelli

Cristoforo II Torelli (Montechiarugolo, ... – Coenzo, 1543) fu conte di Montechiarugolo.

## Biografia
Cristoforo II era il figlio primogenito di Marsilio, conte di Montechiarugolo, e della nobile Paola Secco d'Aragona.
Alla morte di Marsilio, i figli ancora minorenni, ricaddero sotto la tutela della madre, aiutata in questo compito da Jacopo Sanvitale, amministratore effettivo del feudo: furono questi gli anni in cui l'influenza di Ludovico il Moro, al quale i Torelli eranio legati, si fece sentire particolarmente, in ricordo della predominanza che i duchi milanesi dimostravano su queste terre.
Dopo le rivolte del 1497, Guido Torelli (zio di Cristoforo, ecclesiastico rapace e delittuoso, fratello di Marsilio) occupò il castello di Montechiarugolo per protesta, imprigionando i due nipoti, Cristoforo e Francesco, che qui si trovavano con la loro madre. La liberazione, avvenne però dopo soli quattro mesi di prigionia, ed essi a loro volta fecero imprigionare lo zio Guido.
L'invasione francese della contea nel 1500, poi, scacciò i Torelli da Montechiarugolo, che mantennero solo il feudo di Coenzo, dove Cristoforo II morì nel 1543.

## Discendenza
Cistoforo nel 1495 sposò Ippolita, figlia di Roberto di San Severino, conte di Caiazzo e Colorno, e della contessa Elisabetta di Montefeltro, la quale portò in dote alla famiglia Torelli il piccolo feudo di Coenzo. Ebbero quattro figli:
- Caterina (?-1535), sposò in prime nozze nel 1496 Giovanni Carlo Anguissola (1466-1497)[1] di Piacenza, conte di Montechiaro; in seconde nozze nel 1533 sposò il conte Girolamo Appiani d'Aragona di Piacenza
- Lucrezia, sposò Gianfrancesco Asinari[1]
- Federico (?-1569), conte di Coenzo[1]
- Marsiglio, uomo d'armi.[1]

Cristoforo ebbe un figlio naturale, Fabrizio, legittimato nel 1576.

## Ascendenza
|                       |               |                         | Genitori              |  |  | Nonni |  |  | Bisnonni      |  |  | Trisnonni         |  |
|                       |               |                         |                       |  |  |       |  |  | Guido Torelli |  |  | Marsiglio Torelli |  |
|                       |               |                         |                       |  |  |       |  |  | Guido Torelli |  |  | Marsiglio Torelli |  |
|                       |               | Elena d'Arco            |                       |  |  |       |  |  | Guido Torelli |  |  |                   |  |
| Cristoforo I Torelli  |               |                         |                       |  |  |       |  |  | Guido Torelli |  |  |                   |  |
|                       |               | Orsina Visconti         | Antonio Visconti      |  |  |       |  |  |               |  |  |                   |  |
|                       |               | Orsina Visconti         | Antonio Visconti      |  |  |       |  |  |               |  |  |                   |  |
|                       |               | Orsina Visconti         | Anastasia Carcano     |  |  |       |  |  |               |  |  |                   |  |
| Marsilio Torelli      |               | Orsina Visconti         |                       |  |  |       |  |  |               |  |  |                   |  |
|                       |               | Marco I Pio             | Giberto I Pio         |  |  |       |  |  |               |  |  |                   |  |
|                       |               | Marco I Pio             | Giberto I Pio         |  |  |       |  |  |               |  |  |                   |  |
|                       |               | Marco I Pio             | Bianca Casati         |  |  |       |  |  |               |  |  |                   |  |
| Taddea Pio            |               | Marco I Pio             |                       |  |  |       |  |  |               |  |  |                   |  |
|                       |               | Taddea de' Roberti      | Cabrino de' Roberti   |  |  |       |  |  |               |  |  |                   |  |
|                       |               | Taddea de' Roberti      | Cabrino de' Roberti   |  |  |       |  |  |               |  |  |                   |  |
|                       |               | Taddea de' Roberti      | Margherita del Sale   |  |  |       |  |  |               |  |  |                   |  |
| Cristoforo II Torelli |               | Taddea de' Roberti      |                       |  |  |       |  |  |               |  |  |                   |  |
|                       | Giacomo Secco | Marco Secco             |                       |  |  |       |  |  |               |  |  |                   |  |
|                       | Giacomo Secco | Marco Secco             |                       |  |  |       |  |  |               |  |  |                   |  |
|                       | Giacomo Secco | Lantelmina da Vistarino |                       |  |  |       |  |  |               |  |  |                   |  |
| Francesco Secco       | Giacomo Secco |                         |                       |  |  |       |  |  |               |  |  |                   |  |
|                       |               | Luchina del Cerro       | …                     |  |  |       |  |  |               |  |  |                   |  |
|                       |               | Luchina del Cerro       | …                     |  |  |       |  |  |               |  |  |                   |  |
|                       |               | Luchina del Cerro       | …                     |  |  |       |  |  |               |  |  |                   |  |
| Paola Secco           |               | Luchina del Cerro       |                       |  |  |       |  |  |               |  |  |                   |  |
|                       |               | Ludovico III Gonzaga    | Gianfrancesco Gonzaga |  |  |       |  |  |               |  |  |                   |  |
|                       |               | Ludovico III Gonzaga    | Gianfrancesco Gonzaga |  |  |       |  |  |               |  |  |                   |  |
|                       |               | Ludovico III Gonzaga    | Paola Malatesta       |  |  |       |  |  |               |  |  |                   |  |
| Caterina Gonzaga      |               | Ludovico III Gonzaga    |                       |  |  |       |  |  |               |  |  |                   |  |
|                       |               | …                       | …                     |  |  |       |  |  |               |  |  |                   |  |
|                       |               | …                       | …                     |  |  |       |  |  |               |  |  |                   |  |
|                       |               | …                       | …                     |  |  |       |  |  |               |  |  |                   |  |
|                       |               | …                       |                       |  |  |       |  |  |               |  |  |                   |  |